# 長谷川秀彦
長谷川 秀彦（はせがわ ひでひこ、1978年7月13日 - ）は、日本の男性総合格闘家。兵庫県加古川市出身。春日丘高等学校、大正大学卒業。アカデミア・アーザ水道橋所属。元DEEPウェルター級王者。

## 来歴
2002年7月6日、TRIALでプロデビュー。
2003年3月30日、アブダビコンバット日本予選88kg未満級に出場し、準決勝で敗退。
2007年2月16日、DEEP 28 IMPACTで行われたウェルター級（-76kg）タイトルマッチで王者の中尾受太郎に挑戦し、2-0の判定勝ちを収め王座獲得に成功した。
2007年6月18日、グラップリング大会DEEP Xでマックス・フェルナンデスと対戦し、ヒールホールドで一本勝ち。
2007年8月5日、DEEP 31 IMPACTで行われたノンタイトル戦でキム・ドンヒョンと対戦し、パウンドでTKO負け。
2007年10月9日、DEEP 32 IMPACTで行われたウェルター級タイトルマッチで挑戦者のキム・ドンヒョンと再戦し、1-0の判定で王座の初防衛に成功した。
2007年12月31日、やれんのか! 大晦日! 2007で桜井"マッハ"速人と対戦し、0-3の判定負け。
2008年7月27日、DEEP 36 IMPACTのウェルター級タイトルマッチで挑戦者池本誠知と対戦し、0-3の判定負けを喫し王座陥落したz。
2009年8月16日、M-1 Challengeオランダ大会のスペイン vs. 日本でホセ・ベルトランと対戦し、3-0の判定勝ちを収めたものの計量はクリアできなかった。
2010年10月10日、DEEP X 06でギルバート・"ドゥリーニョ"・バーンズと対戦し、0-34のポイント負け。

## 戦績

### プロ総合格闘技
| 総合格闘技 戦績 | 総合格闘技 戦績 | 総合格闘技 戦績 | 総合格闘技 戦績 | 総合格闘技 戦績 | 総合格闘技 戦績 | 総合格闘技 戦績 |
| --------------- | --------------- | --------------- | --------------- | --------------- | --------------- | --------------- |
| 38 試合         | (T)KO           | 一本            | 判定            | その他          | 引き分け        | 無効試合        |
| 18 勝           | 0               | 6               | 12              | 0               | 5               | 0               |
| 15 敗           | 5               | 0               | 10              | 0               | 5               | 0               |

| 勝敗 | 対戦相手               | 試合結果                   | 大会名                                                                   | 開催年月日     |
| ×    | 北崎鎮                 | 5分2R終了 判定0-3          | DEEP 53 IMPACT 〜小路晃引退興行〜                                        | 2011年4月22日  |
| ×    | 渡辺良知               | 1R 2:48 TKO（パウンド）    | DEEP 51 IMPACT                                                           | 2010年12月11日 |
| ×    | 奥野"轟天"泰舗         | 1R 4:09 TKO（パウンド）    | DEEP 46 IMPACT                                                           | 2010年2月28日  |
| ○    | 上山龍紀               | 5分3R終了 判定3-0          | DEEP 44 IMPACT                                                           | 2009年10月10日 |
| ○    | ホセ・ベルトラン       | 5分2R終了 判定3-0          | M-1 Challenge 18: Netherlands 2日目 【スペイン vs. 日本 76kg未満級】     | 2009年8月16日  |
| ×    | サイモン・フィリップス | 1R 0:20 KO（左フック）     | DEEP M-1 CHALLENGE 3rd EDITION in JAPAN 【日本 vs. イギリス 76kg未満級】 | 2009年4月29日  |
| ○    | 石川真                 | 5分2R終了 判定3-0          | DEEP 40 IMPACT                                                           | 2009年2月20日  |
| ○    | ハビエル・マルティネス | 5分3R終了 判定3-0          | M-1 Challenge in USA 【チーム・スペイン vs. チーム・ジャパン -76kg級戦】 | 2008年10月29日 |
| ×    | ノーマン・パレイシー   | 5分2R終了 判定0-2          | M-1 Challenge in KOREA 【世界選抜 vs. チーム・ジャパン -76kg級戦】       | 2008年8月29日  |
| ×    | 池本誠知               | 5分3R終了 判定0-3          | DEEP 36 IMPACT 【DEEPウェルター級タイトルマッチ】                        | 2008年7月27日  |
| △    | 長岡弘樹               | 5分3R終了 判定0-1          | DEEP 35 IMPACT                                                           | 2008年5月19日  |
| ×    | 桜井"マッハ"速人       | 2R（10分/5分）終了 判定0-3 | やれんのか! 大晦日! 2007                                                 | 2007年12月31日 |
| △    | キム・ドンヒョン       | 5分3R終了 判定1-0          | DEEP 32 IMPACT 【DEEPウェルター級タイトルマッチ】                        | 2007年10月9日  |
| ×    | キム・ドンヒョン       | 3R 4:57 TKO（パウンド）    | DEEP 31 IMPACT                                                           | 2007年8月5日   |
| ○    | 中尾受太郎             | 5分3R終了 判定2-0          | DEEP 28 IMPACT 【DEEPウェルター級タイトルマッチ】                        | 2007年2月16日  |
| ○    | 濱村健                 | 1R 3:22 チョークスリーパー | DEEP 26 IMPACT                                                           | 2006年10月10日 |
| △    | 雷暗暴                 | 5分2R終了 判定1-1          | DEEP 25 IMPACT                                                           | 2006年8月4日   |
| ○    | クイントン・アレンサ   | 5分2R終了 判定3-0          | DEEP 24 IMPACT                                                           | 2006年4月11日  |
| ○    | 岩瀬茂俊               | 5分2R終了 判定2-0          | DEEP 23 IMPACT                                                           | 2006年2月5日   |
| ○    | 中村大介               | 5分2R終了 判定3-0          | DEEP 22nd IMPACT                                                         | 2005年12月2日  |
| ×    | 池本誠知               | 5分3R終了 判定0-3          | DEEP 20th IMPACT                                                         | 2005年9月3日   |
| ×    | 帯谷信弘               | 5分2R終了 判定0-3          | DEEP 19th IMPACT                                                         | 2005年7月8日   |
| ○    | 関直喜                 | 1R 1:59 アキレス腱固め     | PANCRASE 2005 SPIRAL TOUR                                                | 2005年5月1日   |
| ×    | 北岡悟                 | 5分3R終了 判定1-2          | PANCRASE 2005 SPIRAL TOUR                                                | 2005年3月6日   |
| ○    | 門馬秀貴               | 5分3R終了 判定3-0          | PANCRASE 2004 BRAVE TOUR                                                 | 2004年12月21日 |
| ○    | 大石幸史               | 2R 5:00 アンクルホールド   | PANCRASE 2004 BRAVE TOUR                                                 | 2004年10月12日 |
| ×    | 中西裕一               | 5分3R終了 判定0-2          | PANCRASE 2004 BRAVE TOUR                                                 | 2004年5月28日  |
| △    | 梁正基                 | 5分2R終了 判定0-0          | PANCRASE 2004 BRAVE TOUR                                                 | 2004年3月29日  |
| ×    | 石川英司               | 5分3R終了 判定0-3          | PANCRASE 2003 HYBRID TOUR                                                | 2003年12月21日 |
| ×    | 久松勇二               | 2R 2:08 KO（ハイキック）   | DEMOLITION                                                               | 2003年9月23日  |
| ○    | 鈴木亮司               | 5分2R終了 判定3-0          | DEMOLITION                                                               | 2003年7月21日  |
| ○    | 佐藤光留               | 5分2R終了 判定2-1          | PANCRASE 2003 HYBRID TOUR                                                | 2003年6月22日  |
| ×    | 岡見勇信               | 5分2R終了 判定0-3          | DEMOLITION                                                               | 2003年5月1日   |
| ○    | 中村大介               | 5分2R終了 判定3-0          | DEMOLITION                                                               | 2003年3月23日  |
| ○    | 窪田幸生               | 2R 3:05 腕ひしぎ十字固め   | PANCRASE 2003 HYBRID TOUR                                                | 2003年2月16日  |
| ○    | 立原基大               | 2R 1:54 腕ひしぎ十字固め   | DEMOLITION                                                               | 2003年1月26日  |
| ○    | 鈴木雅史               | 1R 1:32 腕ひしぎ十字固め   | DEMOLITION                                                               | 2002年10月13日 |
| △    | 鬼木貴典               | 10分1R終了 0-0             | TRIAL                                                                    | 2002年7月6日   |

### アマチュア総合格闘技
| 勝敗 | 対戦相手 | 試合結果           | 大会名                                         | 開催年月日     |
| △    | 小池秀信 | 5分2R終了 時間切れ | PANCRASE 2002 SPIRIT TOUR 【パンクラスゲート】 | 2002年10月29日 |

### グラップリング
| 勝敗 | 対戦相手                             | 試合結果                       | 大会名    | 開催年月日     |
| ×    | ギルバート・"ドゥリーニョ"・バーンズ | 3R（4分/4分/2分）終了 判定0-34 | DEEP X 06 | 2010年10月10日 |
| ×    | ルーカス・レプリ                     | 3R（4分/4分/2分）終了 判定2-20 | DEEP X 02 | 2007年12月2日  |
| ○    | マックス・フェルナンデス             | 1R 1:10 ヒールホールド         | DEEP X    | 2007年6月18日  |

## 獲得タイトル
- アマチュアコンテンダーズ ライトヘビー級 優勝（2001年）
- サンボフレッシュマンズカップ 82㎏級 優勝（2002年）
- 全日本サンボ選手権大会 82㎏級 優勝（2002年）
- 第2代DEEPウェルター級王座（2007年）

## 表彰
- 全日本サンボ団体選手権大会 最優秀選手（2001年、2002年、2003年）